# یاسر شه‌بخش
یاسر شه بخش (۱ خرداد ۱۳۶۵ – ۸ مهر ۱۴۰۱) مشهور به «مدافع مکی» «قهرمان» و «تک تیرانداز بلوچ» است که در جریان خیزش ۱۴۰۱ ایران، در جمعه خونین زاهدان با شلیک مستقیم لباس شخصی‌های اطلاعات سپاه کشته شد.
زمانی که نیروهای سپاه پاسداران نمازگزاران بلوچ را هنگام خروج از مسجد مکی به رگبار گلوله بستند، یاسر شه بخش برای دفاع از مردم با سلاح به خیابان آمد و در درگیری‌ها با نیروهای لباس شخصی‌های اطلاعات سپاه در شامگاه جمعه جان خود را از دست داد.
رئیس و فرمانده اطلاعات سپاه استان، حمیدرضا هاشمی (با نام مستعار سیدعلی موسوی) که مسئولیت اجرایی عملیات جمعه خونین زاهدان و رگبار نمازگزاران را بر عهده داشت به همراه چند مأمور دیگر در اقدامی هدفمند به ضرب گلوله یاسر شه بخش کشته شدند.

## زندگی شخصی
یاسر شه‌بخش متولد ۱ خرداد ۱۳۶۵ فرزند تاج محمد اهل زاهدان، بلوچ و سنی مذهب بود. او متأهل و یک فرزند پسر داشت و از نظر مالی نیز در خانواده ای مرفه بزرگ شده بود و کم و کسری نداشت. یاسر شه‌بخش استعداد درخشان و مهارت فوق‌العاده‌ای در تیراندازی داشت و ویدئوهای تیراندازی او پس از کشته شدنش در رسانه‌های اجتماعی مورد توجه و بازتاب قرار گرفت.

## درگیری‌های جمعه خونین زاهدان

سنگ مزار یاسر

### پیش زمینه
با انتشار بیانیهٔ تأیید خبر تجاوز یک فرمانده نیروی انتظامی به یک دختر ۱۵ ساله بلوچ توسط امام جمعه موقت راسک در استان سیستان و بلوچستان، اعتراضات سرتاسر بلوچستان را فرا گرفت. هم‌زمان با اوج‌گیری خیزش ۱۴۰۱ در روز هشتم مهر نمازگزاران هنگام خروج از مسجد مکی در حالی که علیه حکومت شعار می‌دادند توسط نیروهای لباس شخصی و سپاه به رگبار بسته شدند.

### درگیری‌های جمعه خونین زاهدان
با بالا گرفتن درگیری‌ها در جمعه خونین زاهدان، علاوه بر جان باختن ده‌ها تن از معترضان با گلوله جنگی نیروهای حکومتی، بیش از ۲۵۰ تن دیگر نیز مجروح شدند. خبرگزاری حکومتی ایرنا از کشته‌شدن عبدالمجید ریگی و یاسر شه‌بخش به‌دست نیروهای امنیتی خبر داد.
مردم خشمگین یک پاسگاه در منطقهٔ شیرآباد زاهدان را تسخیر کردند؛ و یک کلانتری را در نزدیکی مسجد مکی را آتش زدند. روابط عمومی قرارگاه قدس نیز طی اطلاعیه‌ای از کشته شدن ۳ پاسدار و یک بسیجی با نام‌های پاسدار سید حمیدرضا هاشمی، پاسدار محمدامین آذرشکر و یک بسیجی به نام محمدامین عارفی در جریان درگیری نیروهای نظامی با معترضان خبر دادند. همچنین مقامات نظامی سیستان و بلوچستان از کشته و مجروح شدن ۳۲ تن از نیروهای انتظامی و امنیتی خبر دادند.
مقامات حکومتی همانند گذشته معترضان را عوامل گروه‌های تروریستی خواندند

### دفاع از تظاهرات کنندگان
یاسر شه‌بخش در جریان جمعه خونین زاهدان که بیش از ۱۰۰ تن از مردم زاهدان توسط نیروهای حکومتی جان باختند، برای دفاع از مردم و مسجد مکی که در محاصره نیروهای سرکوبگر قرار گرفته بودند، از خانه خود اسلحه را برداشت و راهی آن‌جا شد.
گفته می‌شود او تلاش کرده تا جهت مبارزه خود را به پشت‌بام مسجد مکی برساند اما انتظامات مسجد با استقرار بر پشت‌بام مسجد ممانعت کردند. وی به همراه جمعیتی از مسجد به خیابان خیام رفت تا در آنجا سنگر گرفت سپس با سلاح خود به سمت مأموران تیراندازی می‌کرد. به نقل از شاهدان او حین درگیری گفته بود اجازه ندهند پس از کشته شدنش پیکرش به دست مأموران بیفتد.

## کشته شدن
هنگامی که مسجد مکی در محاصره نیروهای سپاه بود و مردم را مورد هدف شلیک گلوله قرار می‌دادند او برای دفاع از مردم محاصره شده با سلاح به خیابان آمده بود که بر اثر تیراندازی مستقیم نیروهای لباس شخصی اطلاعات سپاه جان خود را در شامگاه جمعه از دست داد. انتظامات مسجد مکی پیکرش را بنا به وصیت خودش، به داخل مسجد بردند تا به‌دست مأموران نیفتد و روز بعد در گورستان زاهدان به خاک سپردند.

### روایت حکومتی
خبرگزاری‌های وابسته حکومتی به نقل از ایرنا از کشته شدن دو عضو ارشد جیش‌العدل با نام‌های «یاسر شه بخش» و «عبدالمجید ریگی»(عبدالمالک ریگی) در واقعه جمعه خونین زاهدان به دست مأموران امنیتی خبردادند. سپس ادعا کردند آنها قصد داشتند ضمن تحریک مردم نسبت به تخریب اموال عمومی، به کشتن مردم عادی و مأموران انتظامی اقدام کنند. اما این در صورتی است که عبدالمجید ریگی (عبدالمالک ریگی)، رهبر گروه جیش‌العدل در سال ۱۳۸۸ دستگیر و اعدام شده بود.
خبرگزاری حکومتی تسنیم اعلام کرد  گروه جیش العدل با انتشار بیانیه‌ای مسئولیت حمله را پذیرفته است. اما بعداً گروه جیش العدل با انتشار بیانیه‌ای قبول مسئولیت را «کذب محض» خواند و ادعای سپاه را در مورد مشارکت در جمعه خونین زاهدان و خاش رد کرد.
روایت حکومت ایران از نقش گروه‌های «تجزیه‌طلب» در این رویداد توسط عبدالحمید اسماعیل‌زهی، امام جمعه اهل سنت زاهدان نیز تکذیب شده است.

## کشتن رئیس اطلاعات سپاه
رئیس و فرمانده اطلاعات سپاه سیستان و بلوچستان، حمیدرضا هاشمی (با نام مستعار سیدعلی موسوی) که مسئولیت اجرایی عملیات جمعه خونین زاهدان و رگبار نمازگزاران و مقابله مسلحانه با مردم را بر عهده داشت در اقدامی هدفمند توسط یاسر شه بخش به ضرب گلوله سلاح تک تیرانداز کشته شد.
حمیدرضا هاشمی با درجه سرتیپ یکی از سرداران سپاه پاسداران بود که سابقه اتهامات بلوچ ستیزی، سنی ستیزی، مبارزه با شهروندان بلوچ تحت عنوان «قاچاقچی»، حمله و سرکوب مردم روستای سرجنگل کورین با سلاح‌های سبک و سنگین در اعتراضات ۱۳۹۹ سیستان و بلوچستان، حضور میدانی و شلیک مستقیم شخص وی در جهت سرکوب معترضان سرباز در پی بازداشت مولوی فضل الرحمن کوهی و در آخر نیز فرمانده و رئیس عملیات جمعه خونین زاهدان را در کارنامه خود داشت.

## یاد بود

### مدافع مکی
مردم بلوچ پس از رشادت‌هایی که او در جمعه خونین و در دفاع از مردم و مسجد مکی انجام داد، او را مدافع مکی خواندند.

### خیابان یاسر شه‌بخش
مردم بلوچ در اقدام‌هایی تابلوهای محل جان باختن او را در خیابان خیام به «خیابان یاسر شه‌بخش» تغییر دادند و آن را «خیابان یاسر شه بخش» نام نهادند.
همچنین در جمعه‌های اعتراضی مردم اسم وی را فریاد می‌زدند.

### شعار مردم در جمعه‌های اعتراضی
«مثل شهید یاسرم برای مرگ حاضرم»